# Leandre Serrallach
Leandre Serrallach i Mas (Barcelona, 30 de enero de 1837-28 de febrero de 1890) fue un arquitecto español.

## Biografía
Fue arquitecto municipal de Barcelona y profesor en la Escuela de Arquitectura de Barcelona, donde fue uno de los maestros de Antoni Gaudí, al que empleó como delineante en algunas de sus obras (un altar en Masnou y la casa de recreo Villa Arcadia en Montjuïc, 1876). Fue también académico de la Real Academia Catalana de Bellas Artes de San Jorge, de la de San Fernando y de la Sociedad Económica de Amigos del País (1877). Fue vocal de la Comisión técnica de la Exposición Universal de Barcelona (1888) y presidió la Asociación de Arquitectos de Cataluña (1875-76).
Entre sus obras destaca la iglesia de El Escorial de Vic (1900).
Fue autor de varios tratados sobre arquitectura: Observaciones acerca de las causas que influyen en el estado actual de la arquitectura (1884), Monumentos romanos de Tarragona (1886).